# This Tuesday in Texas
 Der er for få eller ingen kildehenvisninger i denne artikel, hvilket er et problem. Du kan hjælpe ved at angive troværdige kilder til de påstande, som fremføres i artiklen.

This Tuesday in Texas var et pay-per-view-show inden for wrestling, produceret af World Wrestling Federation (WWF). Showet fandt sted d. 3. december 1991 fra Freeman Coliseum i San Antonio, Texas. Det var første gang, at WWF forsøgte sig med et pay-per-view-show på en tirsdag i håb om at etablere tirsdag som en sekundær aften for pay-per-view-shows. This Tuesday in Texas blev dog dårligt modtaget, og der skulle gå 13 år, før WWF igen forsøgte med et pay-per-view-show på en tirsdag (Taboo Tuesday).
På trods af dårlige salgstal spillede showet dog en vigtig rolle i World Wrestling Federation. Randy Savage gjorde comeback til ringen, efter at han ellers havde indstillet karrieren efter sit nederlag til Ultimate Warrior ved WrestleMania VII tidligere på året. Showets main event var en VM-titelkamp mellem The Undertaker og Hulk Hogan. The Undertaker havde få dage tidligere vundet VM-titlen fra Hogan under kontroversielle omstændigheder med hjælp fra Ric Flair, og en ny VM-titelkamp mellem de to var blevet arrangeret. Også denne VM-titelkamp endte i tumult, og WWF besluttede, at VM-titlen skulle erklæres for ledig (en ny verdensmester skulle findes ved WWF's Royal Rumble i januar 1992). 
| Sport | Spire Denne artikel om sport er en spire som bør udbygges. Du er velkommen til at hjælpe Wikipedia ved at udvide den. |